# Tamara Taylor (conduttrice radiofonica)
Tamara Taylor Giussani Marinelli (Johannesburg, ...) è una conduttrice radiofonica australiana attiva in Italia dalla fine degli anni novanta prima su RDS e poi su R101..

## Biografia
Nata a Johannesburg, in Sudafrica, da genitori italiani, ma cresciuta in Australia, ha esordito come conduttrice radiofonica in una radio locale di Senigallia durante gli anni novanta, per poi approdare nel 1999 sul network nazionale RDS, nel quale ha condotto per undici anni durante la fascia serale dell'emittente seguendo anche diversi eventi musicali internazionali.
Nel 2010 ha lasciato RDS, la radio dove ha acquisito la notorietà, (“Ho sbattuto la porta” cit.) a causa di una diatriba con la direzione per una intervista non concessa a Fabri Fibra. Ha quindi deciso di ritornare in Australia e riprendere contatto con la sua realtà originaria, ma dopo 2 mesi Guido Monti le ha proposto di tornare in Italia per andare in onda dal 2011 su R101. Qui ha assunto il nuovo pseudonimo Tammy T, dapprima nel weekend e in seguito nuovamente nella fascia serale del network.
Con il passaggio di R101 da Mondadori a Radio Mediaset a fine 2013, come ad altri conduttori, non le è stato rinnovato il contratto per volere del nuovo direttore Mirko Lagonegro, intenzionato a rinnovare il palinsesto dell'emittente.